# Poliptyk świętojański

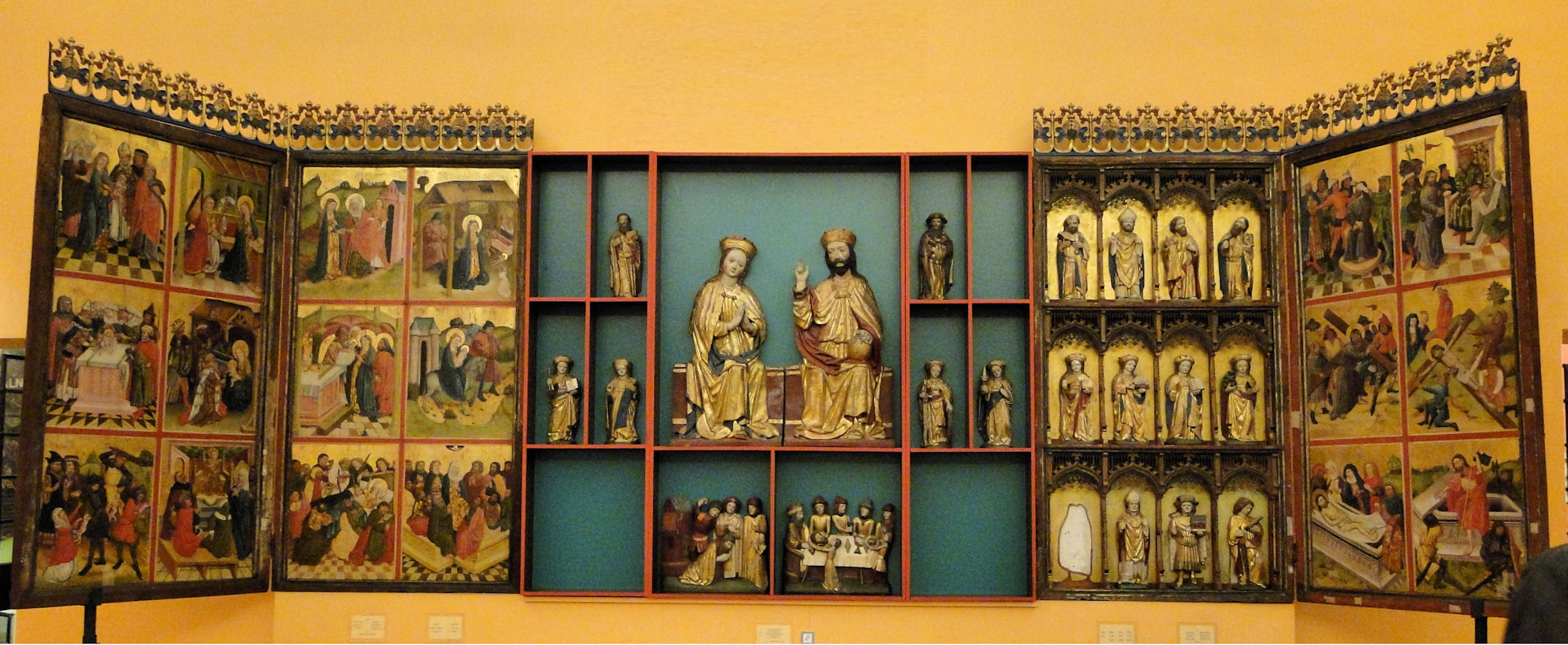
Poliptyk świętojański (stan współczesny)

Poliptyk świętojański ze Stargardu – pierwotnie ołtarz główny kościoła św. Jana w Stargardzie, pochodzący z ok. 1460 roku. Jest jednym z najcenniejszych zabytków gotyckiej sztuki cechowej Pomorza Zachodniego. Ocalałe elementy poliptyku, częściowo rozczłonkowane znajdują się w Muzeum Narodowym w Szczecinie.

## Opis
Wymiary ołtarza po rozłożeniu wynosiły: 228 cm wysokości i 260 cm szerokości. Część zewnętrzna poliptyku składała się 24 scen malarskich z życia Marii Panny oraz dzieciństwa i Pasji Chrystusa, zaś wnętrze ołtarza zdobione było elementami snycerskimi. Centrum kompozycji otwartego ołtarza stanowiły dwie – większe od pozostałych – rzeźby Marii i Chrystusa, otoczone 32 rzeźbami świętych, a u dołu szafy cztery sceny z życia Jana Chrzciciela – patrona kościoła (są to: Chrzest Chrystusa w Jordanie, Taniec Salome, Ścięcie i Prezentacja głowy Świętego Herodowi). Do dziś zachowało się siedemnaście rzeźb świętych. Głównym tematem ołtarza jest Odkupienie.

## Datowanie i autorstwo
Brak jest pewnych informacji na temat autora i pochodzenia dzieła, jednak na podstawie porównań elementów charakterystycznych ołtarzy z obszaru zlewiska Bałtyku można domniemywać, iż autorem ołtarza był Konrad von Vecht, który tworzył w Hamburgu. Na podstawie analizy szczegółów kostiumologicznych postaci Schneider stwierdził, że ołtarz powstał w połowie XV wieku. W latach 50. XX wieku Karłowska na podstawie analizy porównawczej z krakowskim ołtarzem dominikańskim zauważa, iż osiągnięcia malarskie stargardzkiego zabytku wyprzedzają lub zbiegają się z powstaniem poliptyku w Krakowie. Powstanie ołtarza dominikańskiego datuje się na 1460 rok.

## Losy powojenne
Ołtarz został wykonany z przeznaczeniem do kościoła św. Jana, w którym znajdował się aż do początku 1945 roku, kiedy to na Pomorze Zachodnie zaczęły wkraczać wojska 1 Frontu Białoruskiego. Większość najcenniejszych ruchomych dzieł sztuki (w tym poliptyk) ewakuowano z miasta do pobliskiego Pęzina. Następnie stamtąd zabytki (z wyjątkiem poliptyku świętojańskiego) przewieziono w głąb Niemiec. Po wojnie skrzydła ołtarza odnalazły się w Szczecinie, a w 1958 część rzeźb odkryto w kościele w podstargardzkim Tychowie. Obecnie wszystkie zachowane elementy poliptyku znajdują się w Muzeum Narodowym w Szczecinie. Są tam przechowywane trzy spośród czterech skrzydeł malarskich. Natomiast ze snycerskiego wnętrza ołtarza zachowało się prawe skrzydło (bez jednej figurki), postaci Jezusa i Marii, sześć pojedynczych rzeźb świętych oraz dwie sceny z życia Jana Chrzciciela. Pozostałe elementy uważa się za zaginione.

## Galeria
| Skrzydło lewe zewnętrzne | Skrzydło lewe wewnętrzne |

| Skrzydło prawe wewnętrzne | Skrzydło prawe zewnętrzne |

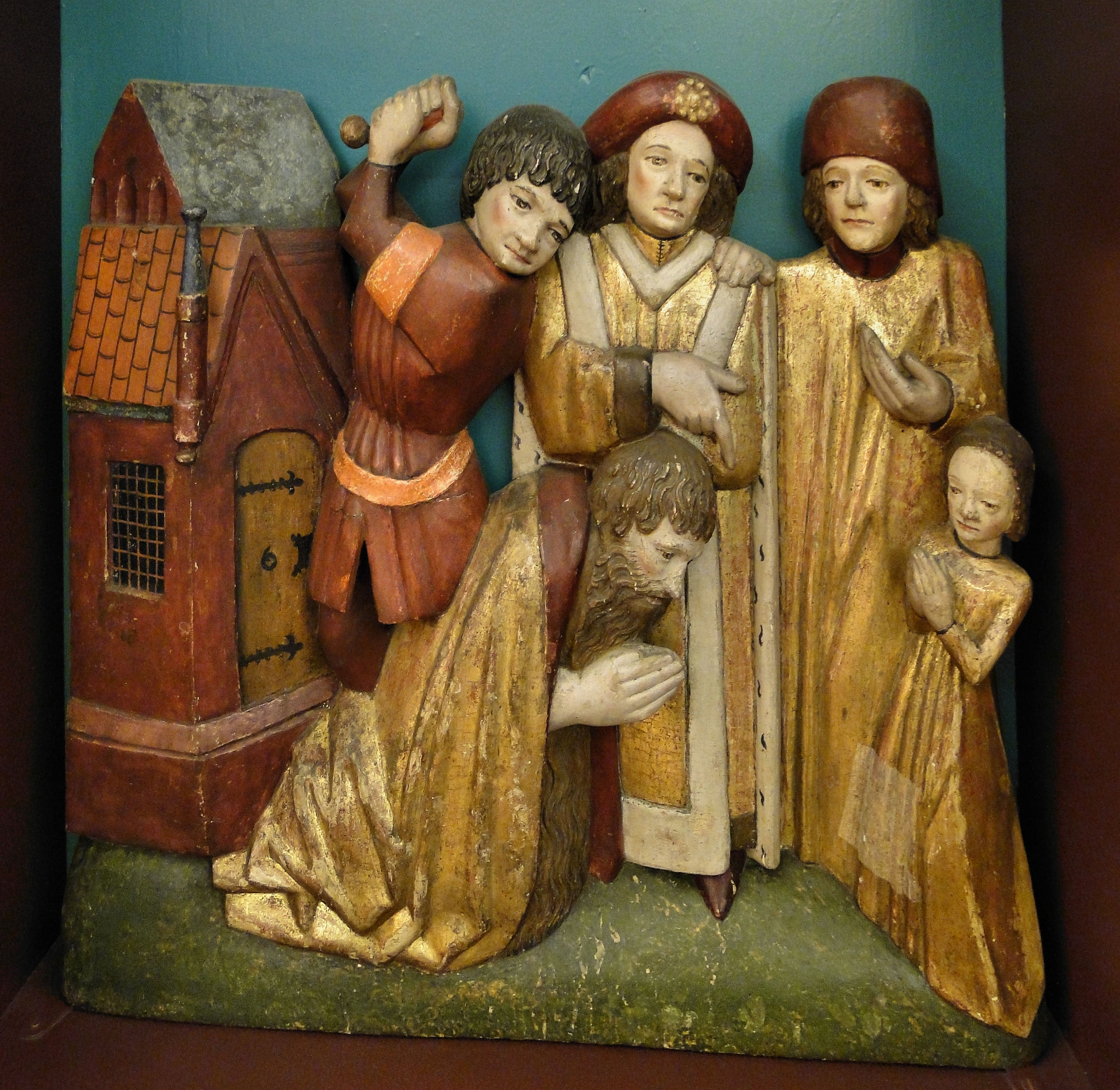
Ścięcie głowy św. Jana
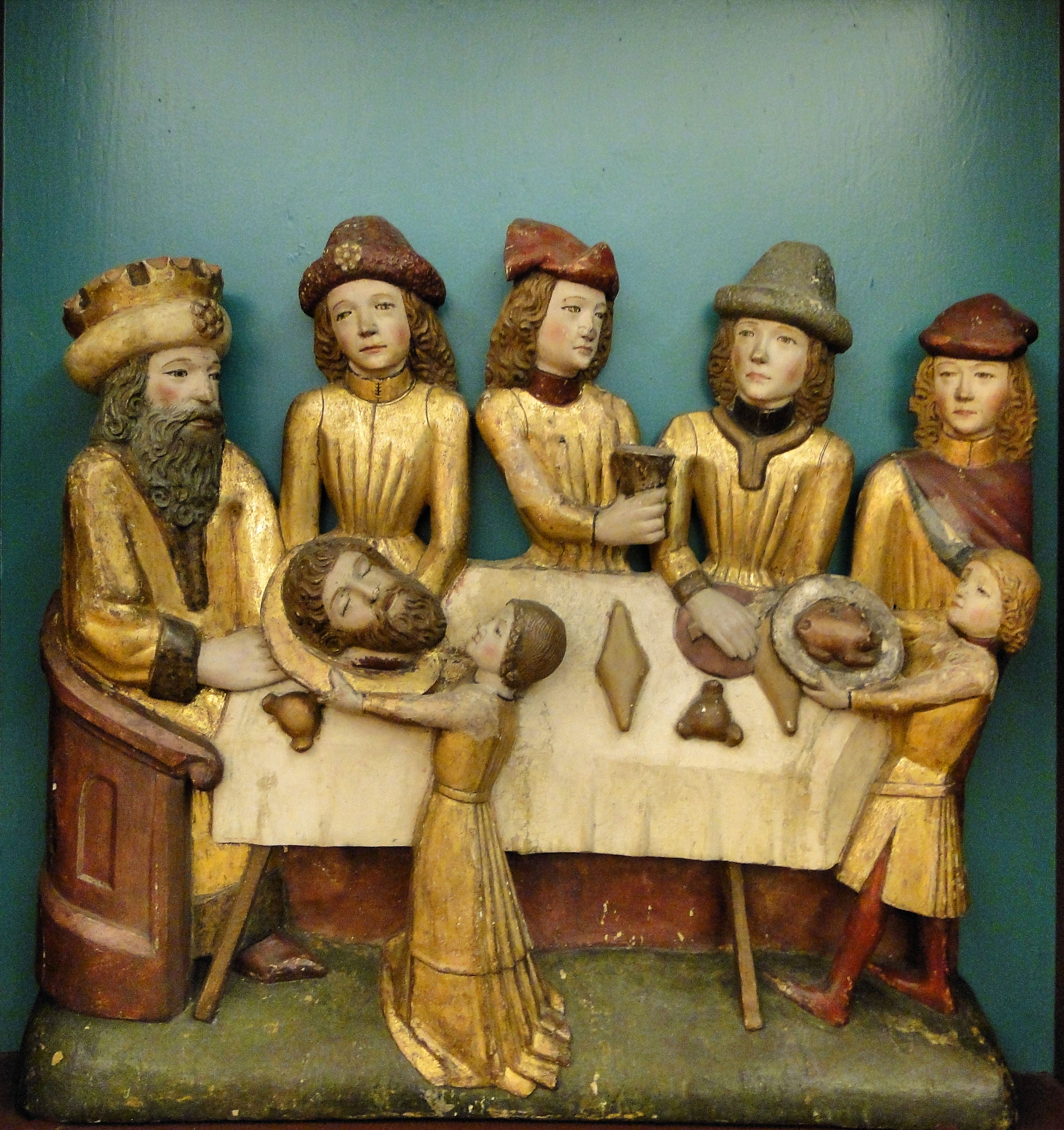
Uczta u Heroda
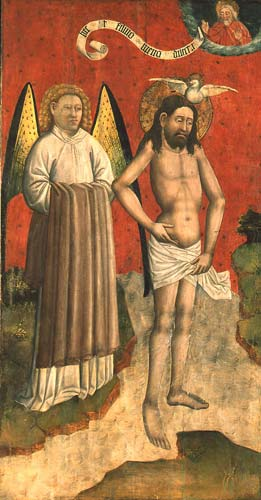
Chrzest Chrystusa w Jordanie
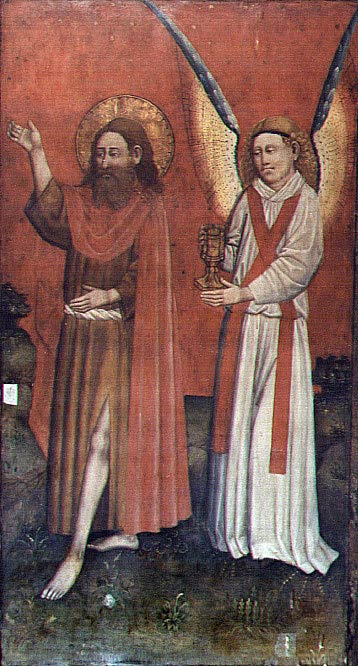
Chrzest Chrystusa w Jordanie